# Sonderkommando

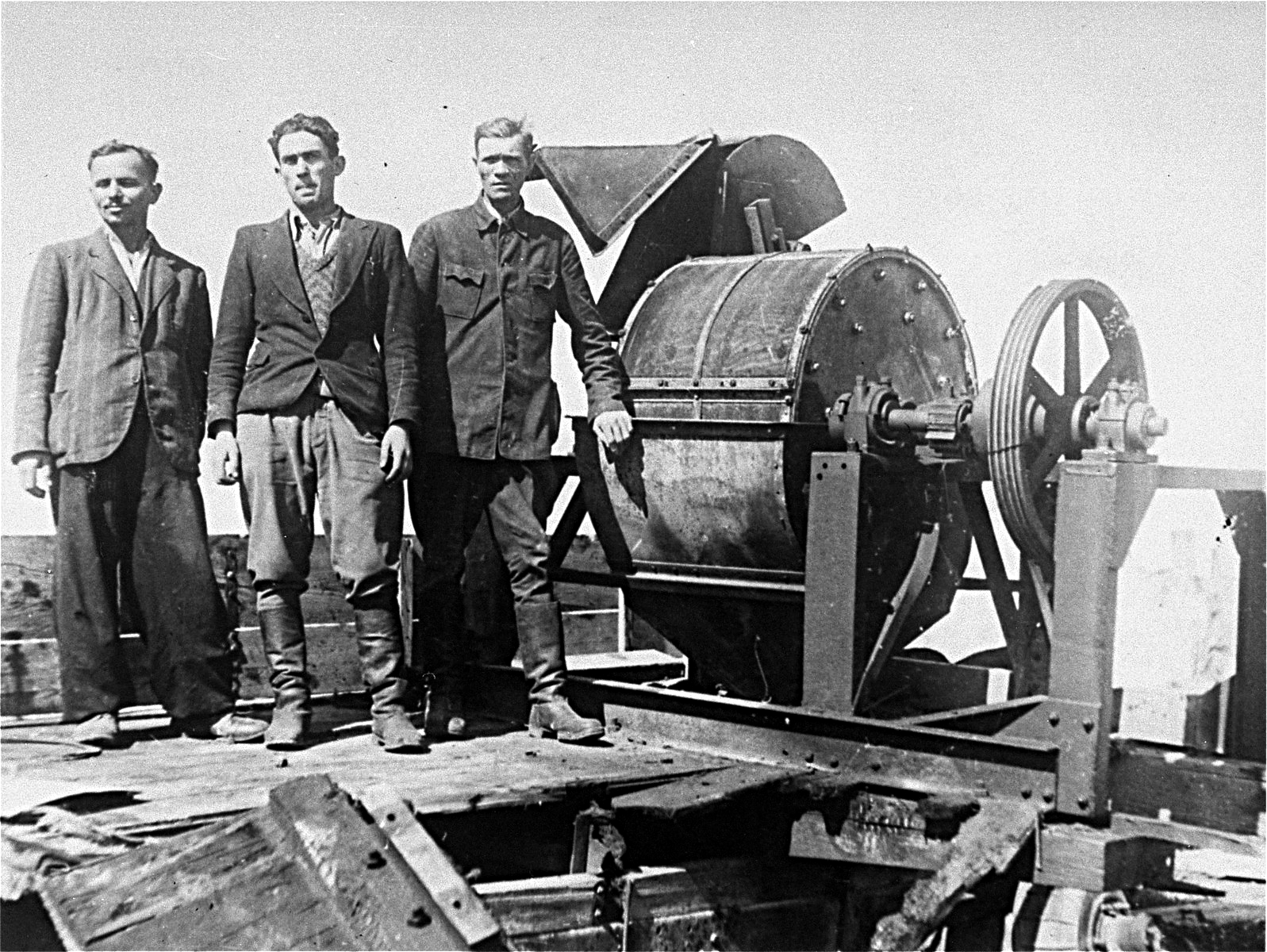
Miembros del Sonderkommando 1005 en el campo de concentración de Janowska.

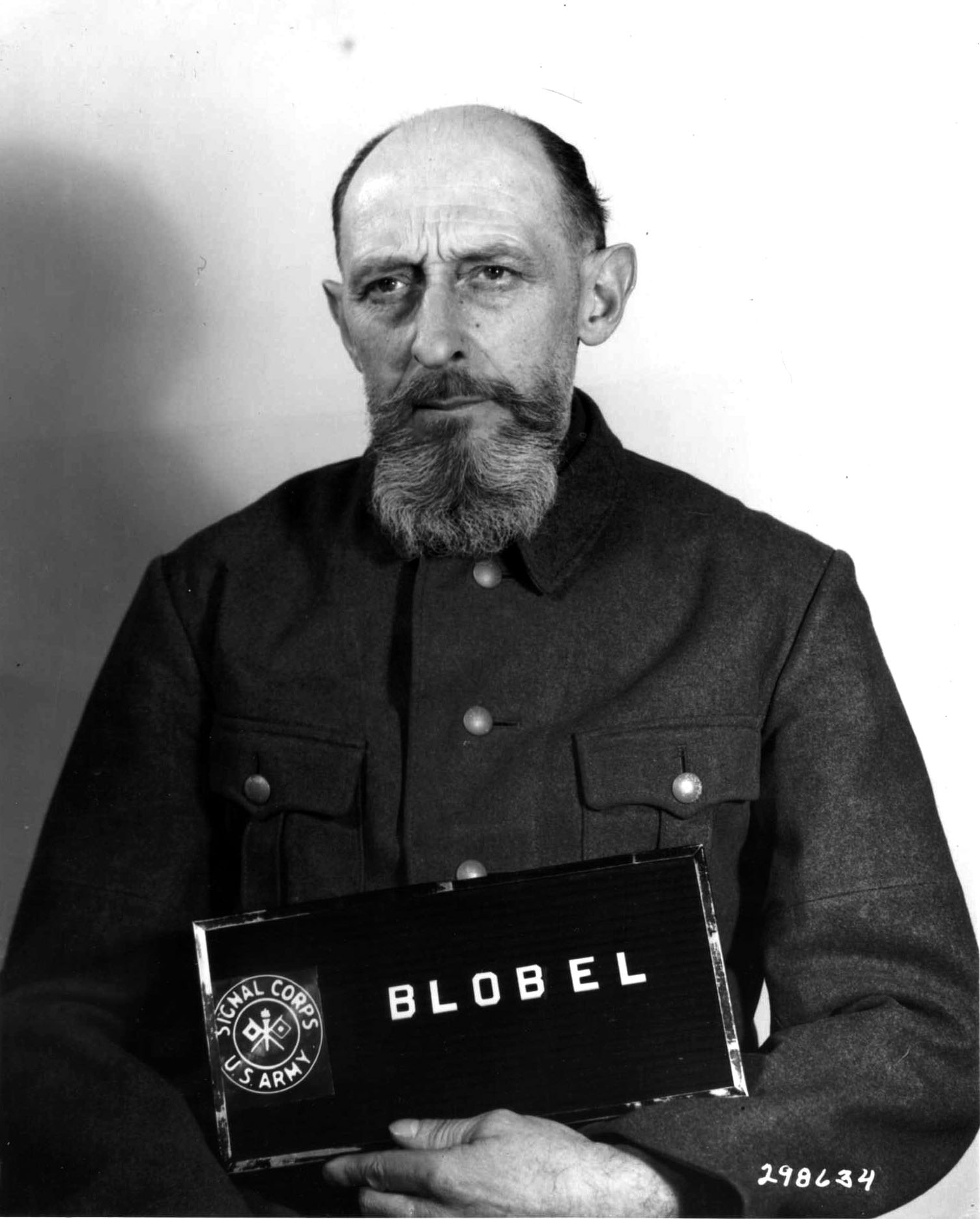
El coronel de las SS Paul Blobel.

Los Sonderkommandos (en español "comandos especiales") fueron unidades de trabajo formadas por prisioneros de los nazis. Estos, normalmente judíos, fueron obligados  a colaborar en diversas actividades en los campos de exterminio durante el Holocausto.
El Sonderkommando 1005 fue el encargado de cumplir la Aktion 1005, una orden llevada a cabo entre junio de 1942 y finales de 1944 por el coronel de las SS Paul Blobel, para incinerar y deshacerse de los cadáveres que habían sido enterrados en fosas comunes.

## Trabajadores de los campos
Los miembros del Sonderkommando no participaban directamente en el asesinato. Esa era una responsabilidad reservada a las SS. El principal deber de los sonderkommandos era hacerse cargo de los cadáveres. En la mayoría de los casos, eran reclutados inmediatamente después de llegar al campo y eran obligados a ocupar el puesto bajo amenaza de muerte. No se les avisaba previamente de las tareas que iban a realizar. Para su horror, a veces los incluidos en un "sonderkommando" descubrían miembros de su propia familia en medio de los cadáveres. No tenían forma de negarse o renunciar. Para evitar la labor solo podían suicidarse. En algunos lugares y ambientes, los sonderkommandos podían ser llamados eufemísticamente como Arbeitsjuden ("judíos para trabajar"). Otras veces, los Sonderkommandos eran llamados Hilflinge ("ayudadores"). En Auschwitz-Birkenau el Sonderkommando estuvo formado por 400 personas en 1943, y cuando los judíos húngaros fueron deportados allí en 1944, su número aumentó a más de 900 para el aumento de las rondas de asesinatos del exterminio.
Como los alemanes necesitaban a los Sonderkommandos, se les concedió condiciones de vida mucho menos miserables que a otros reclusos: dormían en sus propios barracones y se les permitía mantener y usar diversos productos como alimentos, medicinas y cigarrillos traídos al campamento por aquellos que fueron enviados a las cámaras de gas. A diferencia de los reclusos comunes, normalmente no estaban sujetos a asesinatos arbitrarios y aleatorios por parte de los guardias. Su sustento y utilidad estaban determinados por la eficiencia con la que podían mantener funcionando la fábrica de muerte nazi.
Como tenían un profundo conocimiento de la política de asesinatos en masa de los nazis, los Sonderkommando fueron considerados Geheimnisträger, portadores de secretos, y como tales, fueron mantenidos en aislamiento, lejos de los prisioneros utilizados como esclavos. Cada tres meses, de acuerdo con la política de las SS, casi todos los Sonderkommandos que trabajan en las áreas de exterminio de los campos de exterminio eran gaseados y reemplazados por recién llegados para garantizar el secreto. Sin embargo, algunos reclusos sobrevivieron hasta por un año o más porque poseían habilidades especializadas. Por lo general, la tarea de una nueva unidad Sonderkommando sería deshacerse de los cadáveres de sus predecesores. Una investigación ha calculado que desde la creación del primer Sonderkommando del campo de exterminio de Auschwitz hasta la liquidación del campo, hubo aproximadamente 14 generaciones de Sonderkommandos.

## Testimonio de testigos presenciales
Entre 1943 y 1944, algunos miembros de los "Sonderkommando" pudieron obtener equipo para la escritura y registrar algunas de sus experiencias y lo que habían presenciado en Birkenau. Estos documentos fueron enterrados en los terrenos de los crematorios y recuperados después de la guerra. Se ha identificado a cinco hombres como los autores de estos manuscritos: Zalman Gradowski, Zalman Lewental, Leib Langfus, Chaim Herman y Marcel Nadjary. Los tres primeros escribieron en yiddish, Herman en francés y Nadjary en griego. La mayoría de estos manuscritos están guardados en el archivo del Museo Estatal de Auschwitz-Birkenau, aparte están la carta de Herman (guardada en los archivos del Amicale des déportés d’Auschwitz-Birkenau) y los textos de Gradowski, uno de los cuales está en el Museo Médico Militar de San Petersburgo y otro en Yad Vashem. Algunos de los manuscritos fueron publicados en la obra «Los Rollos de Auschwitz» («The Scrolls of Auschwitz»), editada por Ber Mark. El Museo de Auschwitz publicó algunos otros en la obra «En medio de una pesadilla del crimen» («Amidst a Nightmare of Crime»).
«Los Rollos de Auschwitz» han sido reconocidos como algunos de los testimonios más importantes que se han escrito sobre el Holocausto, ya que incluyen relatos de testigos oculares contemporáneos del funcionamiento de las cámaras de gas en Birkenau.
La siguiente nota, que fue encontrada enterrada en un crematorio de Auschwitz, fue escrita por Zalman Gradowski, un miembro del Sonderkommando que murió en la revuelta del Crematorio IV el 7 de octubre de 1944:

Querido buscador de estas notas, tengo una petición suya, que es, de hecho, el objetivo práctico de mi escritura ... que mis días del Infierno, que mi mañana desesperado encuentre un propósito en el futuro. Estoy transmitiendo solo una parte de lo que sucedió en el Infierno de Birkenau-Auschwitz. Te darás cuenta de cómo era la realidad ... De todo esto tendrás una imagen de cómo pereció nuestra gente.

Cerca de 110 miembros del Sonderkommando sobrevivieron en Auschwitz-Birkenau, la mayoría de los cuales eran judíos polacos.

## Revueltas

### Operación Reinhard
Hubo dos levantamientos conocidos de Sonderkommandos en los campos de exterminio construidos durante la Operación Reinhard.

#### Treblinka
La primera revuelta ocurrió en Treblinka el 2 de agosto de 1943 cuando 100 prisioneros lograron escapar del campo. Robaron entre 20 y 25 fusiles, 20 granadas de mano y varias pistolas del arsenal del campo con una llave duplicada. A las 3:45 p. m., 700 judíos lanzaron un ataque contra los guardias y trawnikis de las SS del campo que duró 30 minutos. Los edificios se incendiaron y se incendió un camión cisterna de combustible. Judíos armados atacaron la puerta principal, mientras que otros intentaron escalar la cerca. Sin embargo, los guardias bien armados concentraron su fuego en los prisioneros creando una matanza casi total. Aunque unos 200 judíos escaparon del campo, la mitad de ellos fueron asesinados después de una persecución en automóviles y caballos porque no cortaron los cables del teléfono. Esto permitió a las SS solicitar refuerzos de cuatro ciudades diferentes y establecer bloqueos de carreteras.
Partisanos de la Armia Krajowa (en polaco: Ejército Nacional) transportaron a algunos de los prisioneros escapados supervivientes a través del río mientras que otros fueron ayudados y alimentados por los aldeanos polacos. De los 700 Sonderkommando que participaron en la revuelta, 100 lograron salir del campo, y se sabe que alrededor de 70 sobrevivieron a la guerra. Entre ellos estuvieron Richard Glazar, Chil Rajchman, Jankiel Wiernik y Samuel Willenberg que fueron coautores de la obra «Memorias de Treblinka» («Treblinka memoirs»).

#### Sobibor
Dos meses después de Treblinka, se produjo un levantamiento similar en el campo de Sobibor I la noche del 14 de octubre de 1943. El Sonderkommando que formaba parte del Arbeitshäftlinge, el trabajo esclavo general requerido para operar el campo de exterminio (por ejemplo, trabajar en el centro de llegadas, procesar las posesiones de las víctimas, grupos de trabajo, etc.), liderado por el prisionero de guerra soviético y judío Alexander Pechersky de Minsk, mató a escondidas a 11 oficiales alemanes SS, venció a los guardias del campo y se apoderó del arsenal.

Escaparon 300 personas durante el levantamiento. En junio de 2019 se reportó que el último supervivente de los que habían escapado de Sobibor había muerto en Tel Aviv, Israel, a los 96 años.

### Auschwitz
En octubre de 1944, un Sonderkommando se rebeló en el Crematorio IV en Auschwitz II. Durante meses, las jóvenes judías habían estado sacando pequeños paquetes de pólvora de Weichsel-Union-Metallwerke, una fábrica de municiones en una zona industrial entre el campo principal de Auschwitz I y Auschwitz II. Finalmente, la pólvora pasó por una cadena de contrabando a un Sonderkommando del Crematorio IV. El plan era destruir las cámaras de gas y los crematorios antes de lanzar un levantamiento.
En la mañana del 7 de octubre de 1944, la resistencia del campo dio un aviso anticipado al Sonderkommando del Crematorio IV de que ellos serían asesinados. Los miembros del Sonderkommando atacaron a las SS y a los Kapos con dos ametralladoras, hachas, cuchillos y granadas. Los guardias sufrieron 15 bajas, de las cuales 12 eran heridos y 3 muertos. Algunos de los miembros de Sonderkommando escaparon del campo pero la mayoría fueron capturados de nuevo el mismo día. 251 miembros del Sonderkommando murieron durante la lucha y, después del alzamiento, 200 se vieron obligados a desnudarse y tumbarse boca abajo antes de recibir un disparo en la parte posterior de la cabeza. Un total de 451 miembros del Sonderkommando fueron asesinados ese día. Días después, cinco mujeres, cuatro de ellas judías, fueron acusadas de proporcionar explosivos al Sonderkommando y fueron asesinadas.

## Libros y cine
- «Si esto es un hombre» y «Los hundidos y los salvados», novela autobiográfica y ensayo, respectivamente, del escritor Primo Levi, superviviente de Auschwitz.
- «Nosotros lloramos sin lágrimas», libro de Gideon Greif que encontró a muchos hombres de los Sonderkommando.
- «He sido el asistente del doctor Mengele», libro de Miklos Nyiszli, Oświęcim, 2008, ISBN 978-83-921567-3-4
- «Imágenes pese a todo. Memoria visual del Holocausto» (2014) libro de G. Didi-Huberman. Barcelona: Paidós.
- «La zona gris» (2001), película de Tim Blake Nelson basada en el libro de Miklos Nyiszli.
- «El hijo de Saúl» (2015), película de László Nemes

## Galería
|  |
|  |

|  |
|  |

|  |
|  |

|                                |
| Incineración de los cadáveres. |

|                                |
| Incineración de los cadáveres. |

|                                 |
| La marcha a las cámaras de gas. |